# 안쥔찬
안쥔찬(중국어 정체자: 安鈞璨, 병음: Ān Jūncàn, 한자음: 안균찬, Shone An, 1983년 9월 20일 ~ 2015년 6월 1일)은 대만의 배우, 가수, 텔레비전 진행자이다.

## 방송
- 후궁